# Viktoria Listoenova
Viktoria Listoenova (Moskou, 12 mei 2005) is een Russisch gymnaste. Op de Olympische Spelen in Tokio won ze goud met het Russische team.

## Carrière
In 2021 deed ze als zestienjarige mee aan de Europees kampioenschappen in Bazel. Ze kwalificeerde zich voor de finales van meerkamp en vloer. In de meerkampfinale won ze de gouden medaille, voor Angelina Melnikova en Jessica Gadirova. Ze is de tweede zestienjarige die ooit de meerkampfinale won op de Europese kampioenschappen; de enige andere gymnaste die hier ooit in slaagde was Nadia Comăneci in 1975. In de vloerfinale werd Listoenova zevende.
Op de Olympische Spelen maakte Listoenova deel uit van het Russische team (onder de noemer ROC), samen met Angelina Melnikova, Vladislava Oerazova en Lilia Achajmova. Rusland mocht niet meedoen met de Olympische Spelen omwille van sancties naar aanleiding van doping. De atleten konden echter wel deelnemen onder de noemer ROC, een afkorting van Russisch Olympisch Comité. De Russische gymnastes kwalificeerden zich voor de teamfinale waar ze uiteindelijk goud wonnen, voor de eerste keer sinds 1992. Listoenova had zich individueel ook geplaatst voor de vloerfinale, waar ze achtste werd.
Vanaf het voorjaar van 2022 kon Melnikova niet meer meedoen met competities van de FIG omwille van de sancties van de internationale gymnastiekbond die volgden na de Russische invasie in Oekraïne.

## Resultaten
| Jaar | Plaats                         | Resultaten          |
| ---- | ------------------------------ | ------------------- |
| 2021 | Europees kampioenschap         | meerkamp · 7e vloer |
| 2021 | Olympische Spelen Tokio        | team · 8e vloer     |
| 2022 | uitgesloten van FIG-competitie | /                   |
| 2023 | uitgesloten van FIG-competitie | /                   |

1928: Agsteribbe, Burgerhof, De Levie, Nordheim, Polak, Simons, Stelma, Van den Berg, Van den Bos, Van der Vegt, Van Randwijk, Van Rumt ·
1936: Bärwirth, Bürger, Frölian, Iby, Meyer, Pöhlsen, Schmitt, Sohnemann ·
1948: Honsová, Kovářová, Misáková, Müllerová, Růžičková, Šilhánová, Srncová, Veřmiřovská ·
1952: Gorochovskaja, Botsjarova, Minaitsjeva, Oerbanovitsj, Danilova, Sjamrai, Dzjoegeli, Kalintsjoek ·
1956: Manina, Latynina, Moeratova, Kalinina, Astachova, Jegorova ·
1960: Moeratova, Latynina, Astachova, Ljoechina, Ivanova, Nikolajeva ·
1964: Latynina, Astachova, Voltsjetskaja, Zamotajlova, Manina, Gromova ·
1968: Koetsjinskaja, Voronina, Petrik, Karasjova, Toerisjtsjeva, Boerda ·
1972: Toerisjtsjeva, Korboet, Lazakovitsj, Boerda, Saadi, Kosjel ·
1976: Filatova, Grozdova, Kim, Korboet, Saadi, Toerisjtsjeva ·
1980: Davydova, Filatova, Kim, Naimoesjina, Sjaposjnikova, Zacharova ·
1984: Szabo, Cutina, Păucă, Grigoraș, Stănuleț, Agache ·
1988: Baitova, Sjevtsjenko, Strazjeva, Lasjtsjenova, Boginskaja, Sjoesjoenova ·
1992: Boginskaja, Lysenko, Galijeva, Goetsoe, Groedneva, Tsjoesovitina ·
1996: Miller, Dawes, Strug, Moceanu, Phelps, Chow, Borden ·
2000: Răducan, Amânar, Olaru, Boboc, Isărescu, Presăcan ·
2004: Ban, Eremia, Ponor, Roșu, Șofronie, Stroescu ·
2008: Yang, Cheng, Jiang, Deng, He, Li ·
2012: Douglas, Maroney, Raisman, Ross, Wieber ·
2016: Biles, Douglas, Hernandez, Kocian, Raisman ·
2020: Achajmova, Listoenova, Melnikova, Oerazova ·
2024: Biles, Carey, Chiles, Lee, Rivera
1957: Larissa Latynina ·
1959: Natalia Kot ·
1961: Larissa Latynina ·
1963: Mirjana Bilić ·
1965: Věra Čáslavská ·
1967: Věra Čáslavská ·
1969: Karin Büttner-Janz ·
1971: Ljoedmila Toerisjtsjeva / Tamara Lazakovich ·
1973: Ljoedmila Toerisjtsjeva ·
1975: Nadia Comăneci ·
1977: Nadia Comăneci·
1979: Nadia Comăneci ·
1981: Maxi Gnauck ·
1983: Olga Bicherova ·
1985: Jelena Sjoesjoenova ·
1987: Daniela Silivaș ·
1989: Svetlana Boginskaja ·
1990: Svetlana Boginskaja ·
1992: Tetjana Goetsoe ·
1994: Gina Gogean ·
1996: Lilija Podkopajeva ·
1998: Svetlana Chorkina ·
2000: Svetlana Chorkina ·
2002: Svetlana Chorkina ·
2004: Alina Kozich ·
2005: Marine Debauve ·
2007: Vanessa Ferrari ·
2009: Ksenia Semyonova ·
2011: Anna Dementjeva ·
2013: Alia Moestafina ·
2015: Giulia Steingruber ·
2017: Ellie Downie ·
2019: Mélanie de Jesus dos Santos ·
2021: Viktoria Listoenova ·
2022: Asia D'Amato
2023: Jessica Gadirova
2024: Manila Esposito